# Adorno navideño

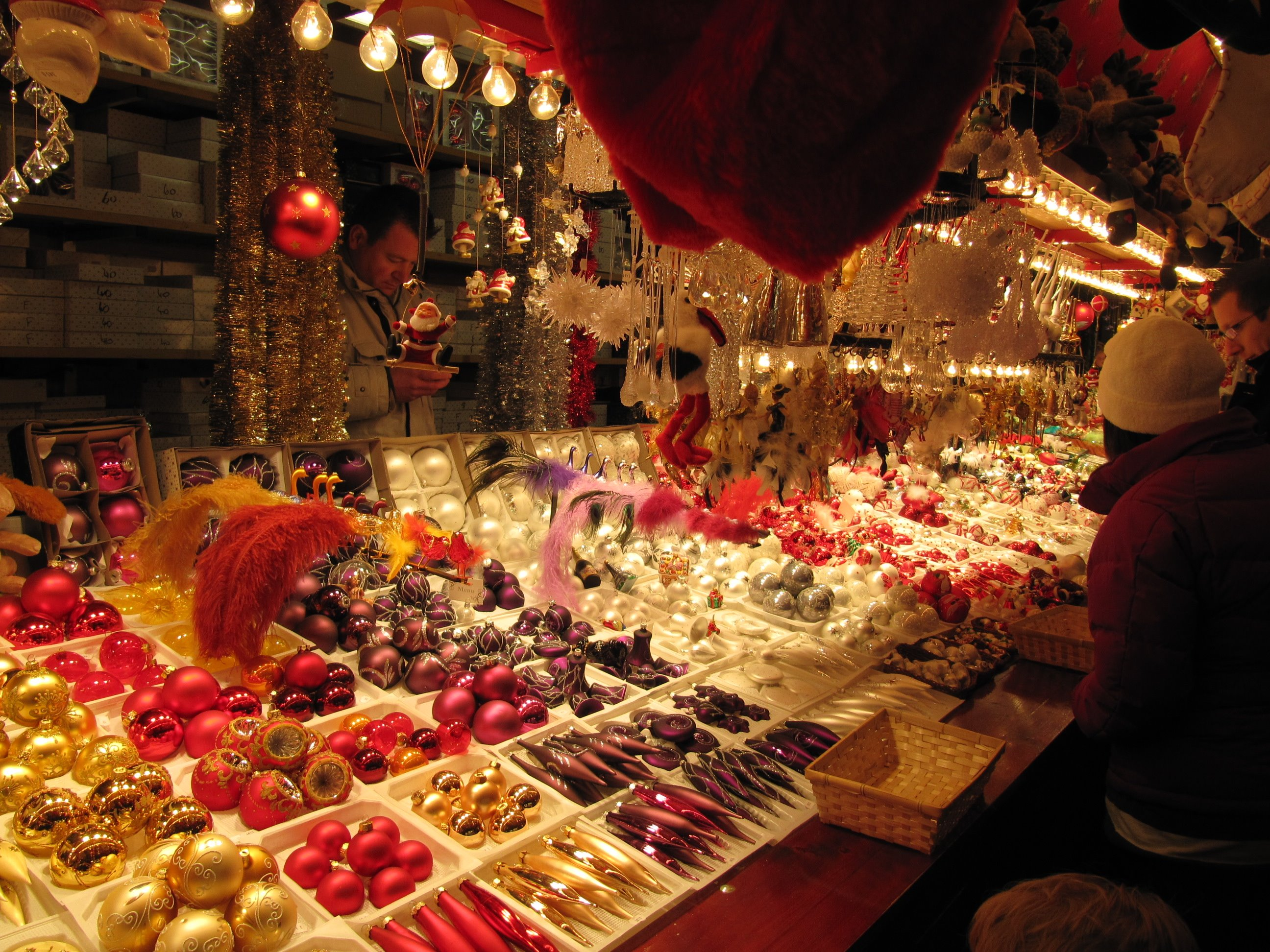
Mercado navideño en Estrasburgo, Francia

Los adornos navideños son artículos de decoración, usualmente usadas para decorar árboles de Navidad. Estas decoraciones pueden ser tejidas, sopladas o realizadas,  talladas en madera. es decir también hecha a base de materiales reciclados o realizadas por otras técnicas 
Los adornos navideños están disponibles en una variedad de formas geométricas y representaciones de imágenes como bombillos, estrellas, cascanueces, etc. Los adornos casi siempre se reutilizan año tras año en lugar de comprarse anualmente, y las colecciones familiares a menudo contienen una combinación de adornos producidos comercialmente y decoraciones creadas con materiales reciclables  por miembros de la familia. Tales colecciones a menudo se transmiten y aumentan de generación en generación si se les tiene un cuidado sumamente importante. Las figuras e imágenes festivas son comúnmente preferidas para decorar ventanas, comedores, árboles y entre muchos 
El adorno navideño moderno de vidrio hecho a través de moldeo por soplado se inventó en la pequeña ciudad alemana de Lauscha a mediados del siglo XVI.

## Historia

### Invención

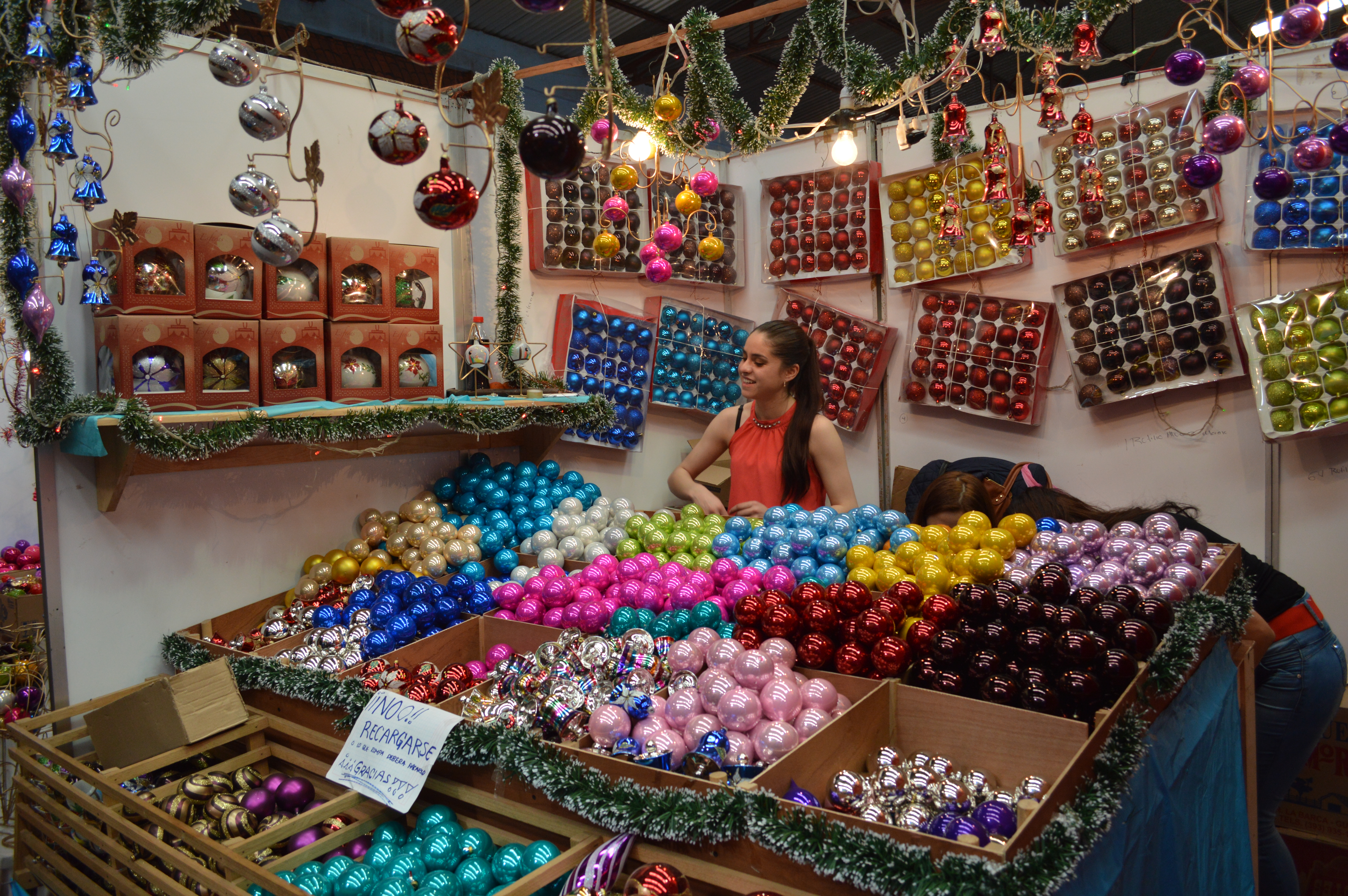
Tienda de esferas de vidrio soplado en Tlalpujahua de Rayón, Michoacán, México. El pueblo es conocido por su producción de adornos navideños.

Los primeros árboles decorados estaban adornados con manzanas, bastones de caramelo blancos y repostería en forma de estrellas, corazones y flores. Las ésferas o bolas de cristal fueron fabricadas por primera vez en Lauscha, Alemania, por Hans Greiner (1550-1609), quien producía guirnaldas de cuentas de cristal y figuras de estaño que podían colgarse en los árboles. La popularidad de estas decoraciones se convirtió en la producción de figuras de vidrio realizadas por artesanos altamente calificados con moldes de arcilla.
Los artesanos calentaron un tubo de vidrio sobre una llama, luego insertaron el tubo en un molde de arcilla, soplando el vidrio calentado para expandirlo en la forma del molde. Los adornos originales tenían solo la forma de frutas y nueces.
Después de que el vidrio se enfrió, se agitó una solución de nitrato de plata, una técnica de plateado desarrollada en la década de 1850 por Justus von Liebig. Después de que se secó la solución de nitrato, el adorno se pintó a mano y se le agregó un gancho.

### Exportación
Otros sopladores de vidrio de Lauscha reconocieron la creciente popularidad de los adornos navideños y comenzaron a producirlos en varios diseños. Pronto, toda Alemania comenzó a comprar cristalería navideña de Lauscha. En la víspera de Navidad de 1832, una joven Victoria escribió sobre su alegría por tener un árbol colgado con luces, adornos y regalos alrededor. En la década de 1840, después de que un periódico de Londres mostrara una imagen del árbol de Navidad de Victoria decorado con adornos de vidrio y adornos de la Alemania natal de su esposo, el príncipe Alberto, Lauscha comenzó a exportar sus productos a toda Europa.
En la década de 1880, el estadounidense Franklin Winfield Woolworth descubrió los adornos de Lauscha durante una visita a Alemania. Hizo una fortuna importando los adornos de vidrio alemanes a los Estados Unidos.

### Producción en masa

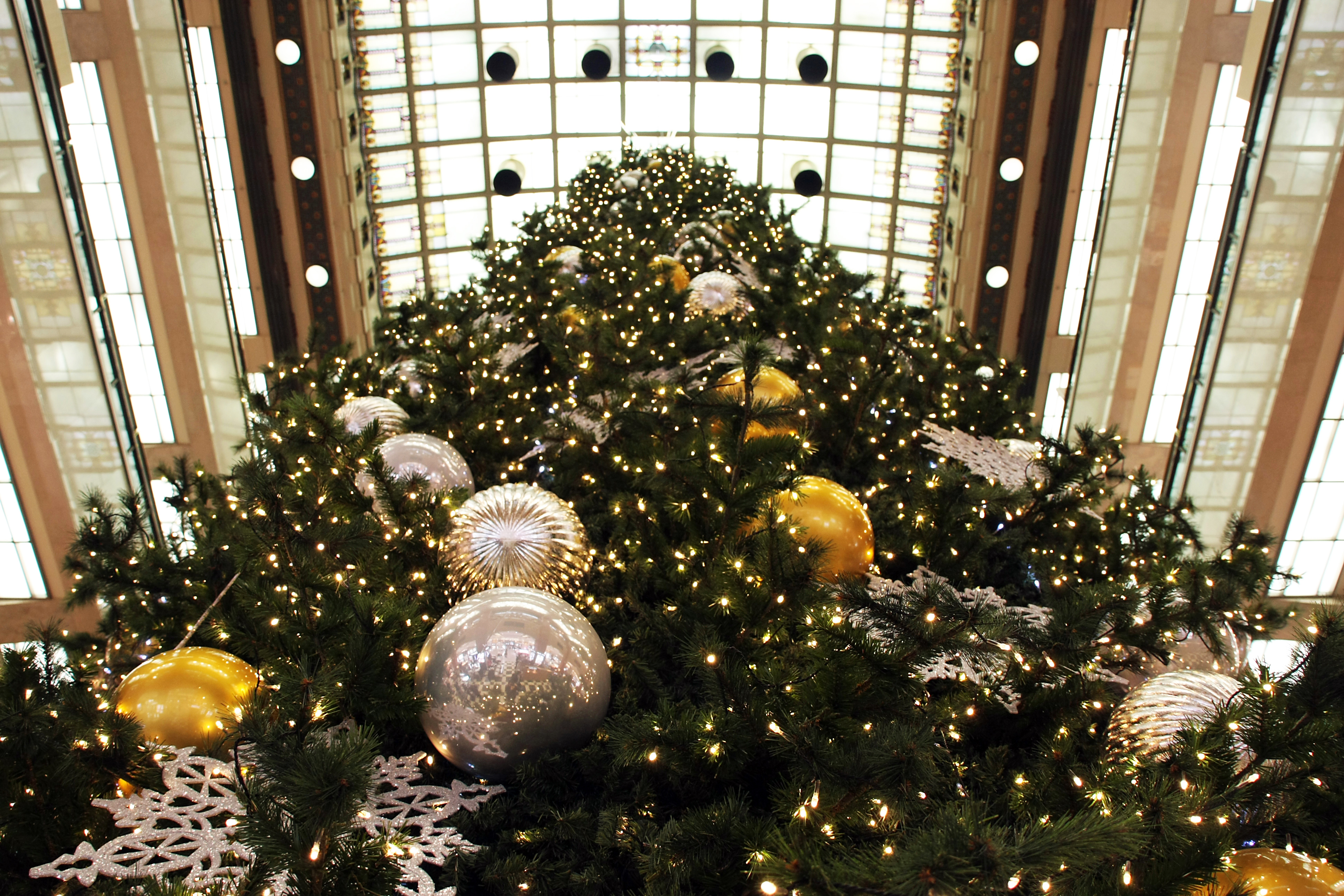
Un árbol de Navidad adornado

William DeMuth creó los primeros adornos de vidrio fabricados en Estados Unidos en Nueva York en 1870. En 1880, Woolworth's comenzó a vender adornos de vidrio de Lauscha. Otras tiendas comenzaron a vender adornos navideños a fines del siglo XIX y, para 1910, Woolworth's se había vuelto nacional con más de 1000 tiendas que traían adornos navideños en todo Estados Unidos. Aparecieron nuevos proveedores en todas partes, incluidos los adornos de tableros de fibra troquelados de Dresde, que eran populares entre las familias con niños pequeños.
Para el siglo XX, Woolworth's había importado 200,000 adornos y superó los $25 millones en ventas solo de decoraciones navideñas. A partir de 2009, la industria de la decoración navideña ocupa el segundo lugar después de los regalos en las ventas de temporada.
Muchas empresas de plata, como Gorham, Wallace, Towle, Lunt y Reed & Barton, comenzaron a fabricar adornos navideños de plata en 1970 y 1971. En 1973, Hallmark Cards comenzó a fabricar adornos navideños. La primera colección incluía 18 adornos, incluidos seis adornos de bolas de cristal.
En 1996, la industria de adornos generó $2.400 millones en ventas anuales totales, un aumento del 25% con respecto al año anterior. Los expertos de la industria estimaron que más de 22 millones de hogares estadounidenses recolectaron adornos navideños.

### Después de la Segunda Guerra Mundial
Después de la Segunda Guerra Mundial, el gobierno de Alemania Oriental convirtió la mayoría de las fábricas de vidrio de Lauscha en entidades estatales y cesó la producción de adornos en Lauscha. Después de la caída del Muro de Berlín, la mayoría de las empresas se restablecieron como empresas privadas. A partir de 2009, todavía hay unas 20 pequeñas empresas de soplado de vidrio activas en Lauscha que producen adornos. Uno de los productores es Krebs Glas Lauscha, parte de la familia Krebs, que ahora es uno de los mayores productores de adornos de vidrio en todo el mundo.

## Ejemplos

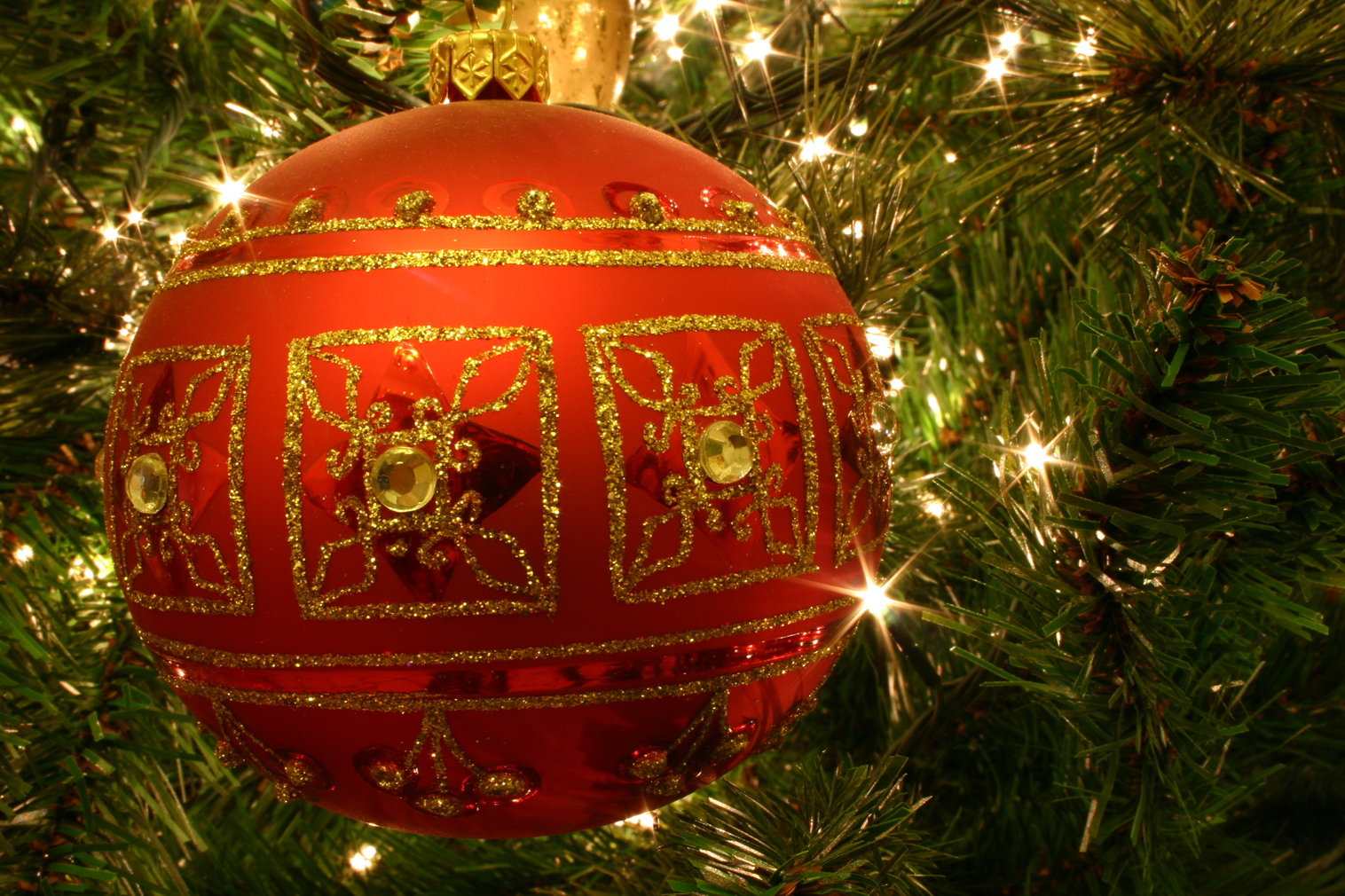
Esfera o bola navideña
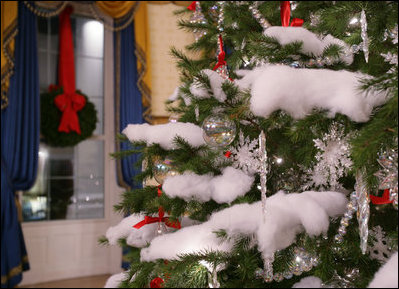
Nieve artificial
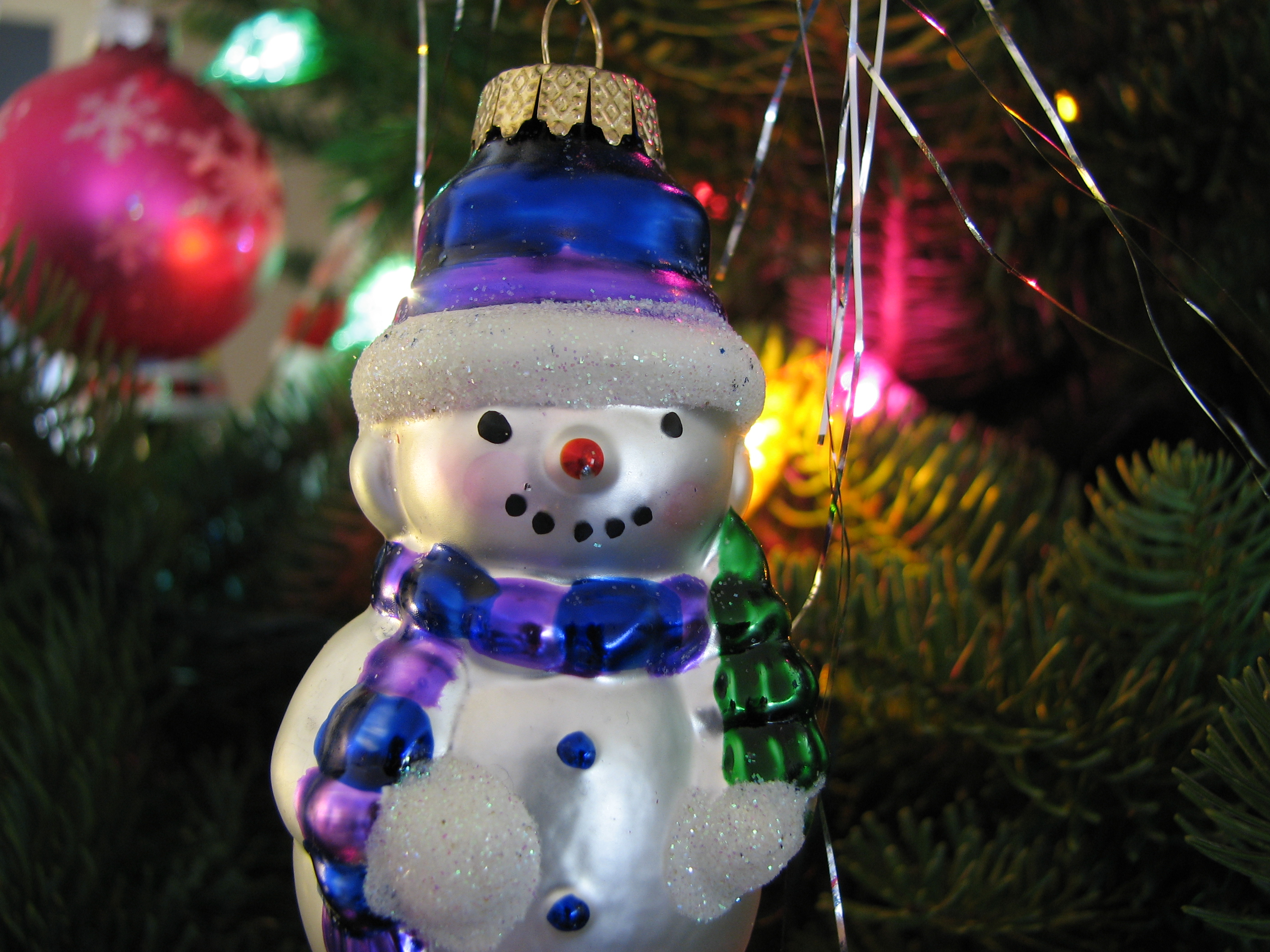
Muñeco de nieve de vidrio
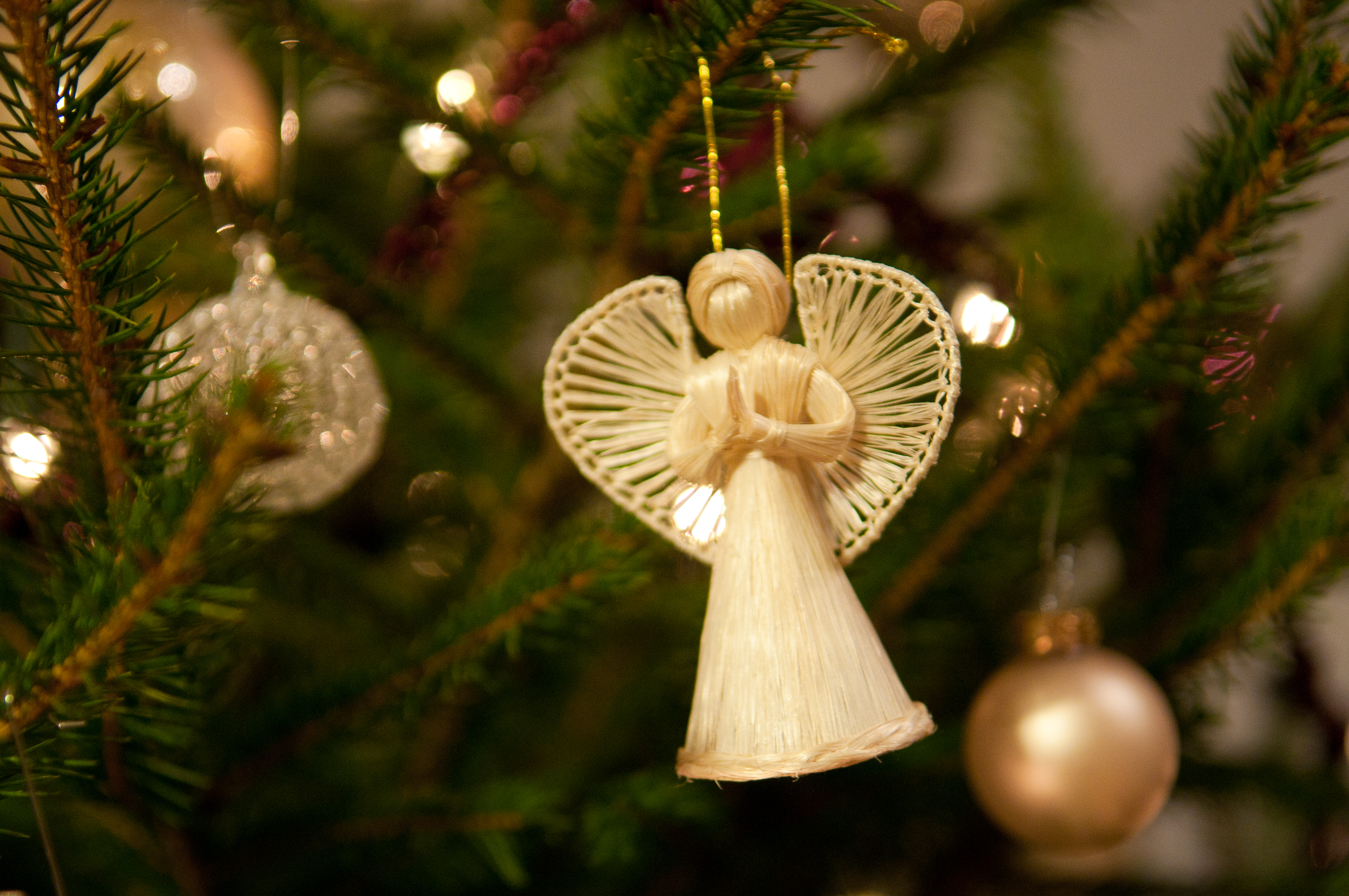
Ángel
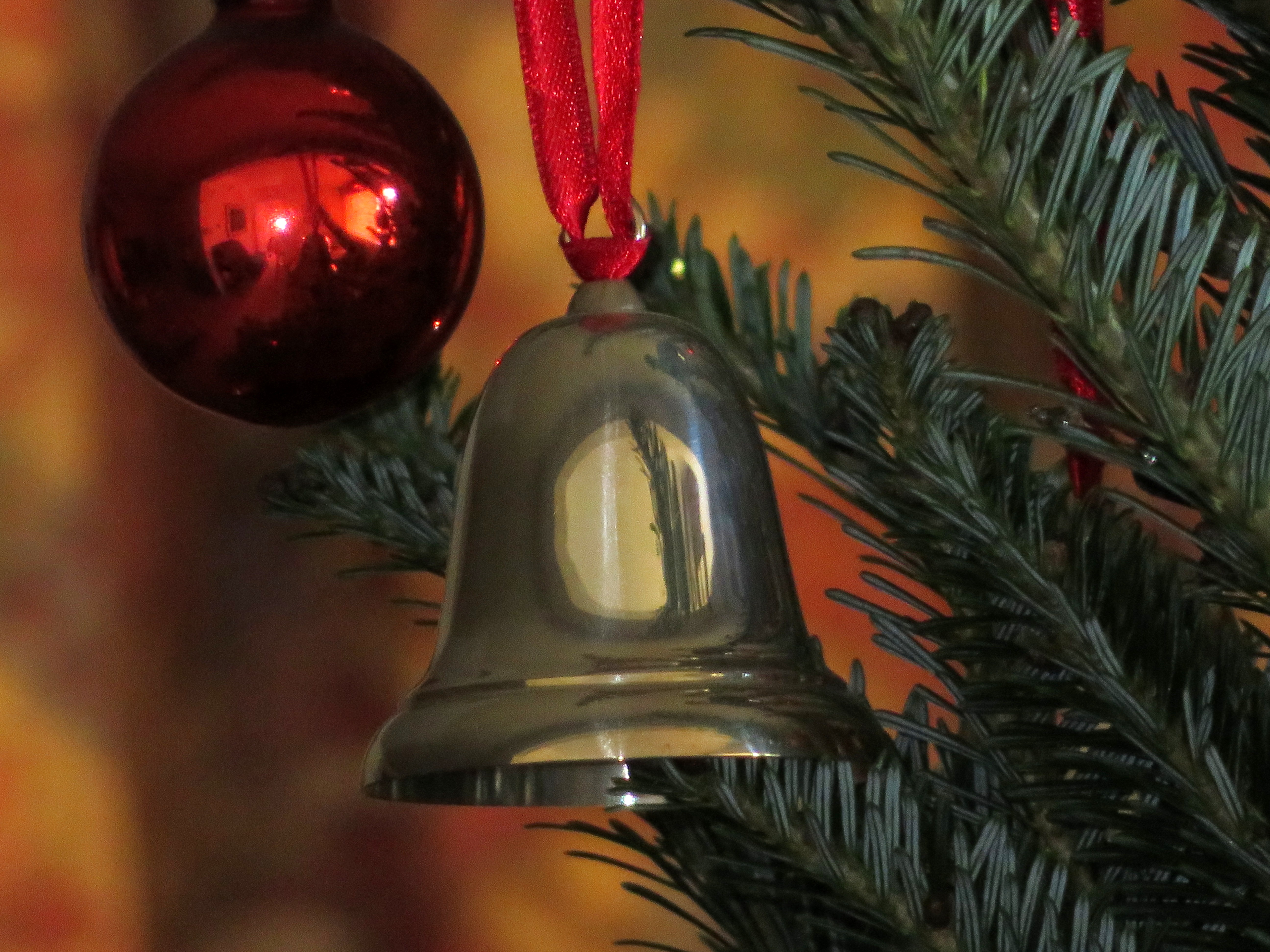
Campana